# Victor Larock
Victor Joseph Léonard Larock (Ans, 6 oktober 1904 - Madrid, 24 april 1977) was een Belgisch politicus voor de PSB. Hij was onder meer minister.

## Levensloop

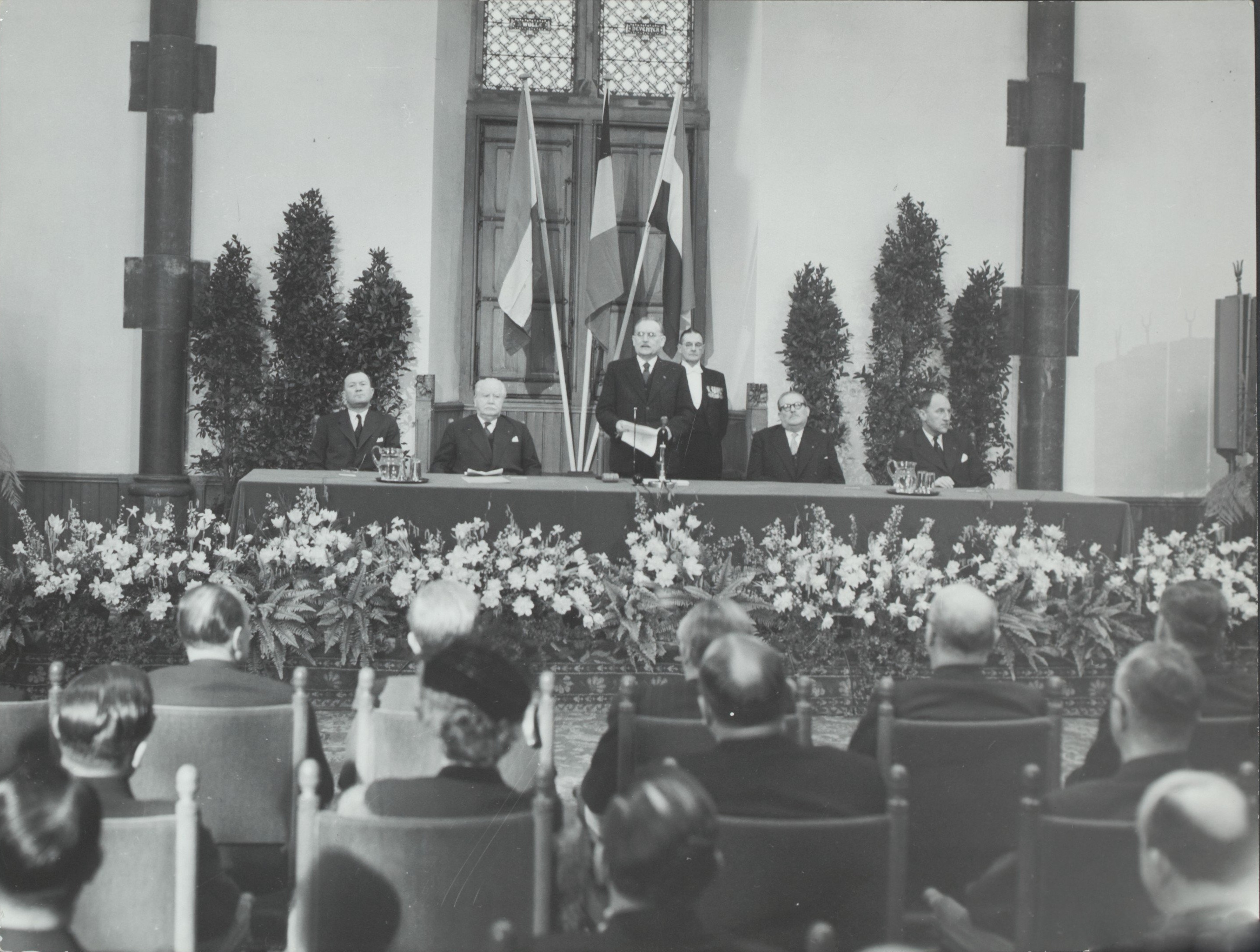
Speech van Willem Drees tijdens de Beneluxconferentie in Den Haag, 1958. Van links naar rechts: Larock, Joseph Bech, Drees, Achiel Van Acker, en Joseph Luns.

Larock was zoon van een mijnwerker. Hij promoveerde tot doctor in de letteren en wijsbegeerte (Universiteit van Luik) en doctor in de sociologie (Sorbonne, Parijs) Van 1932 tot 1949 was hij leraar aan het Koninklijke atheneum in Elsene. Hij doceerde ook geschiedenis aan het Institut des Hautes Études in Gent. 
Vanaf het midden van de jaren dertig tot het begin van de Tweede Wereldoorlog was hij redacteur van meerdere linkse tijdschriften en tijdens de oorlog zette hij die activiteiten clandestien verder. In 1941 werd hij even gearresteerd, wat hem niet belette om daarna zijn geheime persactiviteiten verder te zetten. Eind 1942 verving hij de opgepakte Bracops bij de verboden krant Le Peuple en werd lid van het clandestien nationaal bureau van de socialistische partij. Hij speelde een belangrijke rol op het eerste naoorlogse partijcongres en werd lid van het nationaal bureau van de nieuwe BSP. Meteen na de oorlog profileerde Victor Larock zich - onder meer via zijn krant - als antileopoldistisch. Hij pleitte ook voor een nieuwe socialistische Internationale die er kwam in 1951. Larock zetelde er tot 1954 in het bureau.
Hij was politiek directeur van de krant Le Peuple (1944-1954). 
Hij was volksvertegenwoordiger (1949-1968) voor de PSB in het arrondissement Brussel. Victor Larock werd minister van Buitenlandse Handel (1954-1957) in de regering-Van Acker IV. In mei 1957 verhuisde hij binnen deze regering naar de bevoegdheid Buitenlandse Zaken, in opvolging van de kersverse NAVO-voorzitter Paul-Henri Spaak. In zijn nieuwe hoedanigheid fungeerde Larock in 1958 als eerste voorzitter van de Raad van Ministers van de opstartende Europese Economische Gemeenschap. Door voor de administratie van de EEG een voorlopig onderkomen te huren van Royale Belge in een kantoorgebouw aan de Blijde Inkomstenlaan 23-27, legde hij de kiem van Brussel als Europese hoofdstad.
In 1961-1963 was Larock een laatste keer regeringslid als minister van Nationale Opvoeding en Cultuur in de regering-Lefèvre. Op 31 juli 1963 stapte hij op omdat hij het niet eens was met de Taalwet onderwijs, goedgekeurd op initiatief van Arthur Gilson. 
Van 1965 tot 1968 was Larock nog fractieleider in de Kamer voor de BSP en in 1964 werd hij voorzitter van de Socialistische Internationale.  
Van 1952 tot 1968 was hij gemeenteraadslid in Elsene.

## Voetbal
In 1919 sloot hij zich aan bij voetbalclub RRFC Montegnee en was een goede topschutter tussen 1921 en 1930 toen de ploeg promoveerde naar de eerste klasse en hij stopte. Hij speelde de laatste seizoenen onder pseudoniem 'Louis Dubois' dat goedgekeurd werd bij de KBVB.

## Publicaties
- La pensée mythique, Brussel, 1945.
- Un aspect de la question royale. A quand la lumière? , Brussel, 1948.
- La grande cause. Chroniques, Gent, 1953.
- Éloge de la folie, Brussel, 1957 (geannoteerde vertaling van Lof der zotheid).
- talrijke kranten- en tijdschriftenartikels.